# Аль-Джазари
Абу аль-Из ибн Исмаил ибн аль-Раззаз аль-Джазари (араб. أَبُو اَلْعِزِ بْنُ إسْماعِيلِ بْنُ الرزَّاز الجزري‎) или просто аль-Джазари — механик-изобретатель, математик, астроном исламского возрождения государства династии Артукидов курдского происхождения.  В 1206 году написал трактат «Китаб фи марифат аль-хиял аль-хандасийя» (Книга знаний об остроумных механических устройствах), где описал конструкцию около 50 механизмов, в том числе часов, кодовых замков и роботов.

## Биография
Большая часть сведений об Аль-Джазари дошла до нас из его же трактата. Имя учёного происходит от названия местности Аль-Джазира, расположенной в Междуречье. Как и его отец, он служил главным инженером в резиденции в Диярбакыре при династии Артукидов. Он прославился как изобретатель диковинных механизмов, однако «его интерес больше тяготел к ремесленному мастерству, чем к технологической стороне дела», а его работы «основывались на опыте и ошибках, а не на теоретическом расчёте».
Книга знаний об остроумных механических устройствах пользовалась популярностью в те времена, так как была выпущена во многих копиях и описывала те механизмы, которые Аль-Джазари соорудил собственноручно. Часть из них базировалась на более ранних работах предшественников Аль-Джазари: братьев Бану Муса — в конструировании фонтанов, Аль-Сагани — в создании свечных часов, Хибата Алла ибн аль-Хусейна — в создании музыкального автомата. Многие другие механизмы Аль-Джазари уникальны и не упоминаются в более ранних источниках.

## Механизмы
Именно Аль-Джазари изобрёл столь важную механическую деталь как коленчатый вал. Кроме того, он сконструировал клапанные насосы, водоподъёмные машины, водяные часы, фонтаны, музыкальные автоматы. Определённую известность приобрели четыре человекоподобных робота, которых Аль-Джазари усадил в лодку и заставил играть на барабанах и цимбалах. Во время монарших вечеринок их обычно запускали в озеро, и те играли простую музыку. Одна система, задействованная в этих устройствах, использовала зажимы и кулачки, помещённые в деревянный ящик в определённых местах, которые последовательно задействовали рычаги, которые, в свою очередь, управляли ударными инструментами. Также Аль-Джазари принадлежат такие технологические новшества, как: ламинирование древесины, использование масштабных моделей (ученый делал их из бумаги), притирка движущихся частей с помощью корунда, металлические двери, кодовые замки, гибрид компаса с универсальными солнечными часами для любых широт и т.д.

### Выставка
В январе 2010 года на британской выставке «1001 изобретение: Открываем мусульманское наследие в нашем мире» была продемонстрирована копия шестиметровых водяных часов работы Аль-Джазари, ставшая основной достопримечательностью события.

## Иллюстрации
Аль-Джазари сам выполнил красочные иллюстрации к своей книге, в которых изображал внешний вид изобретений или объяснял принцип их действия.

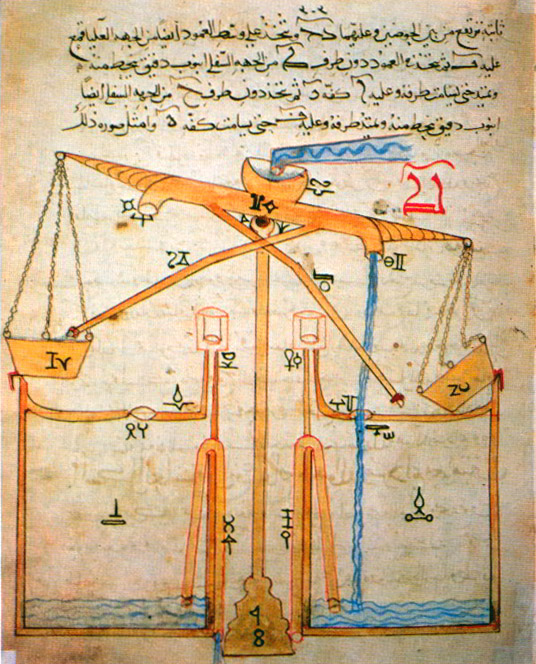
Схема водоподъёмного механизма из книги Аль-Джазари
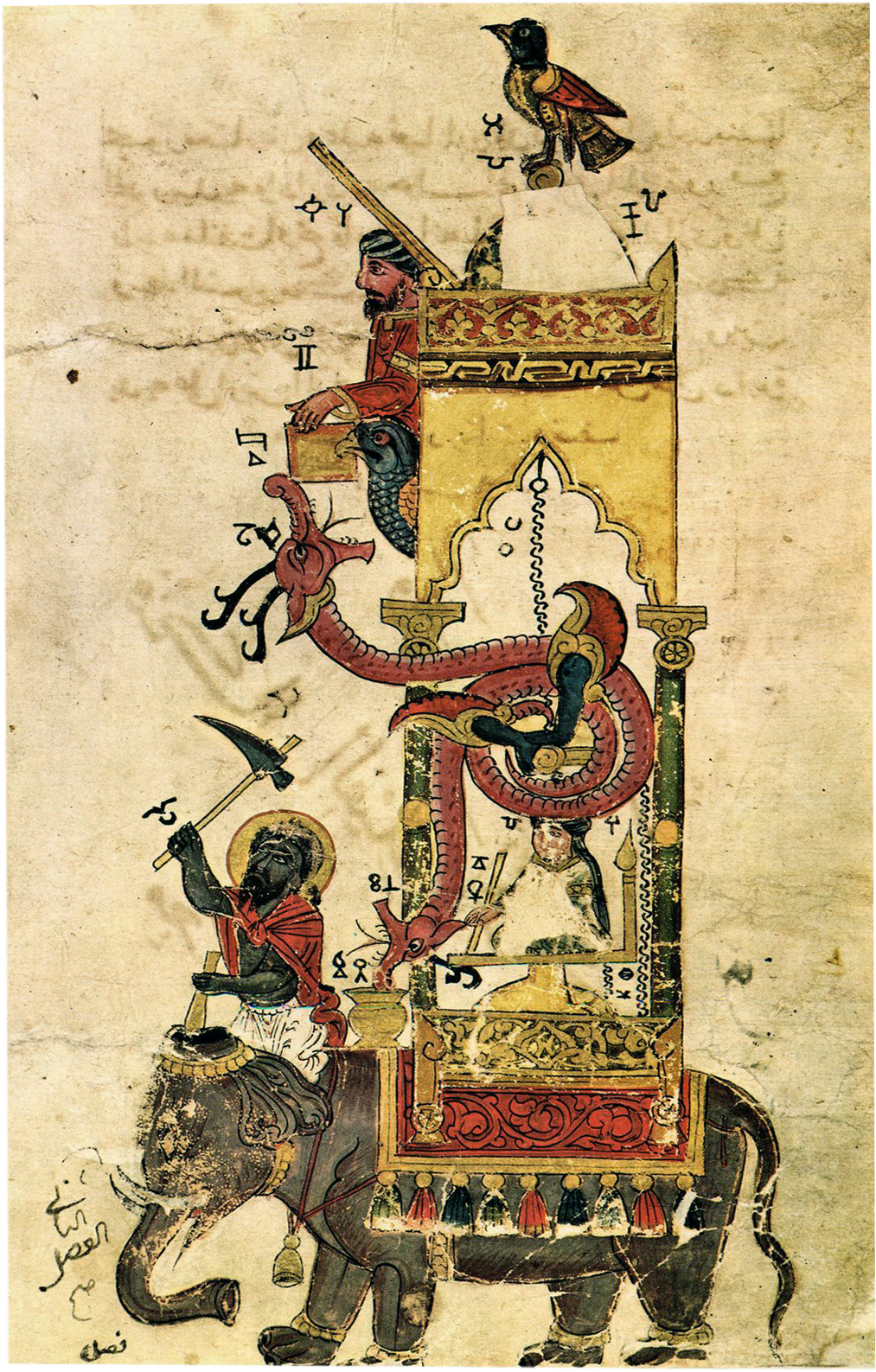
Слоновые часы
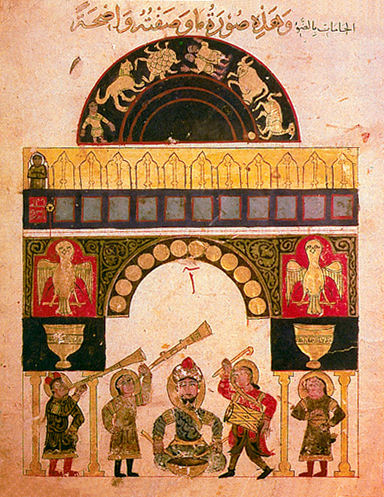
Замковые часы
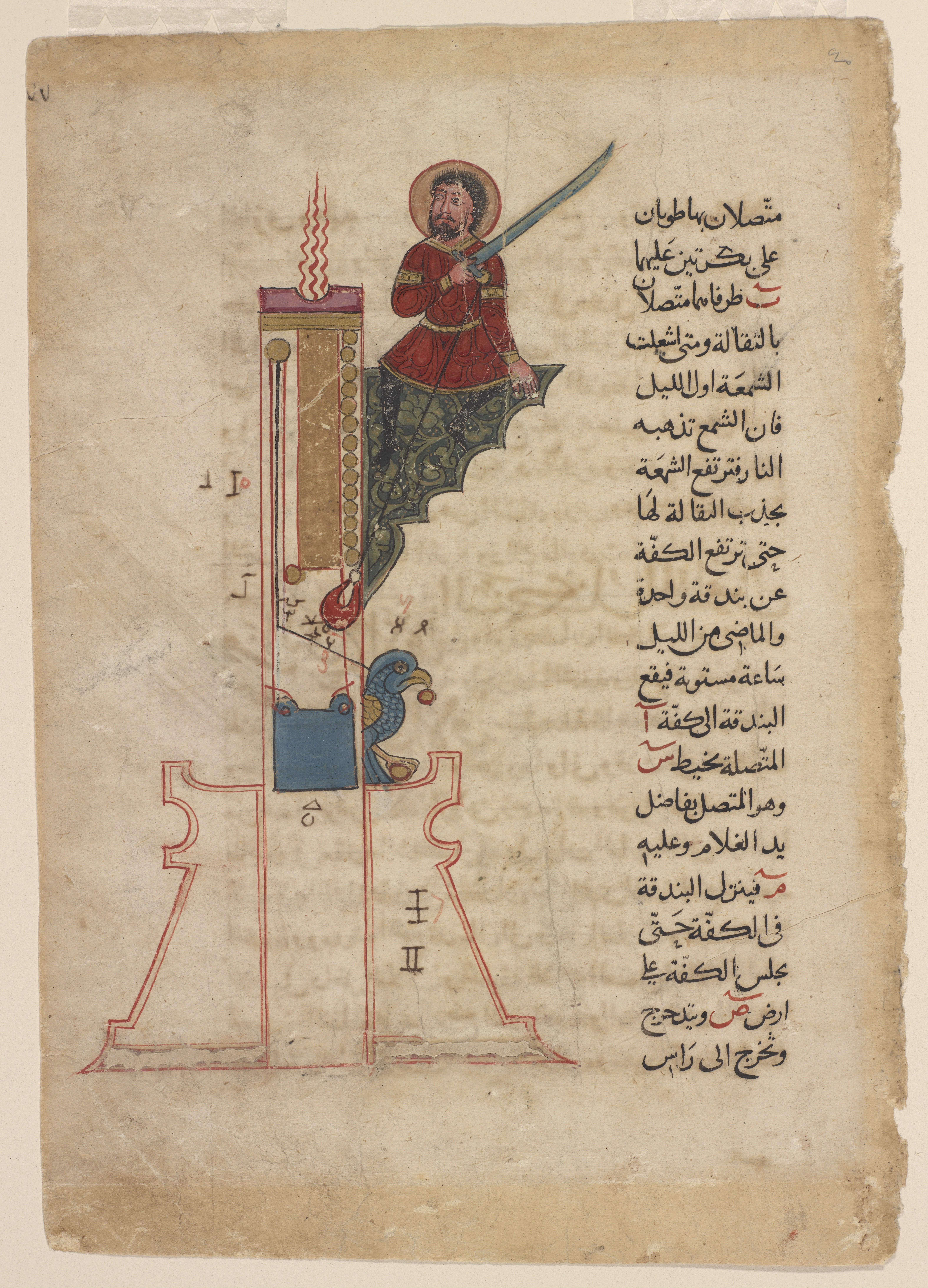
Свечные часы
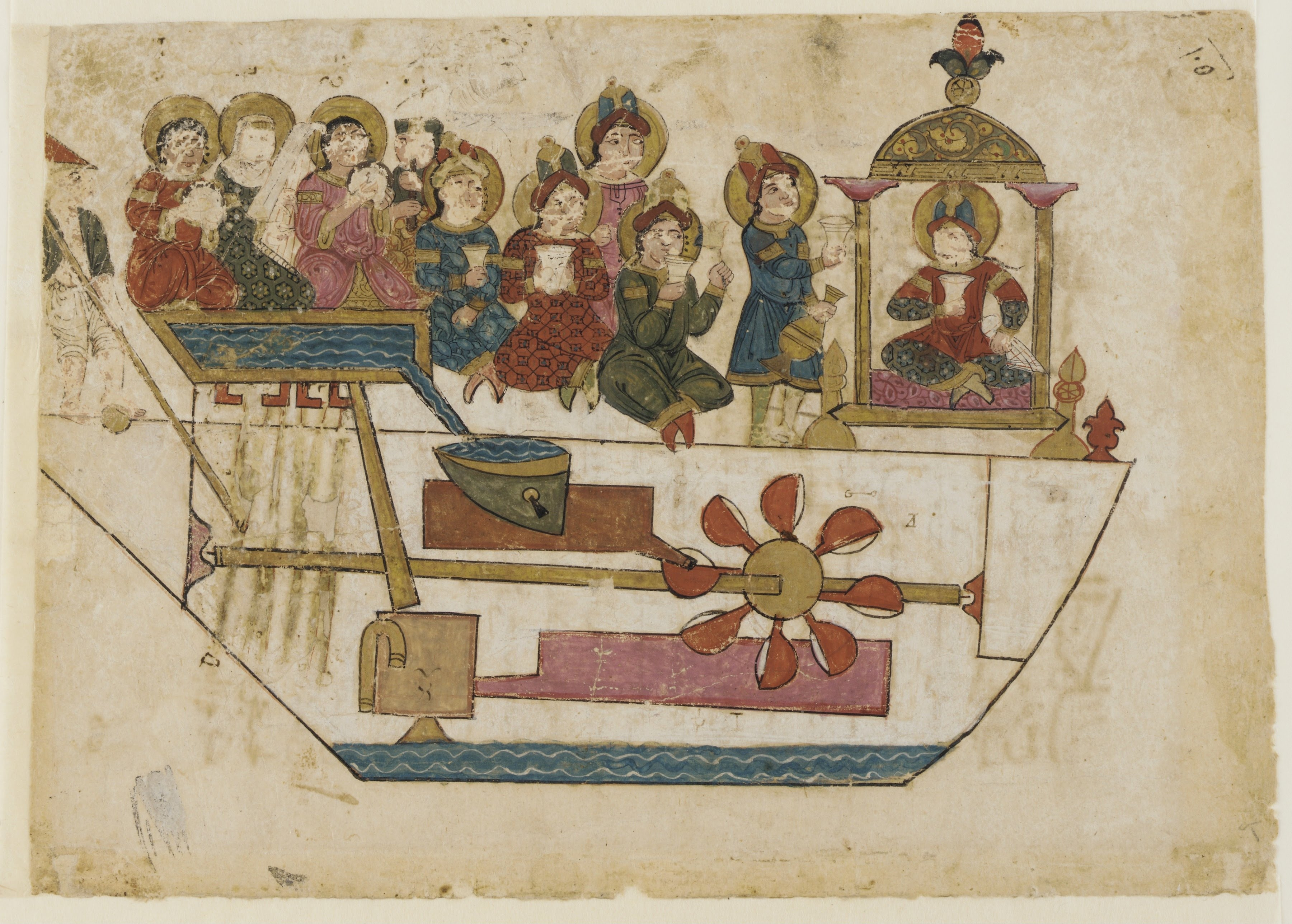
Механические музыканты
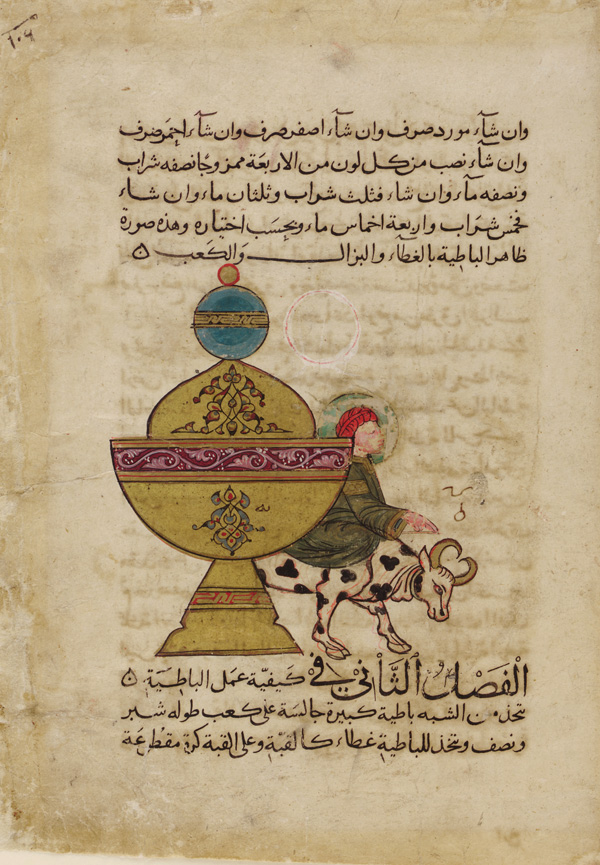
Описание настольного автомата
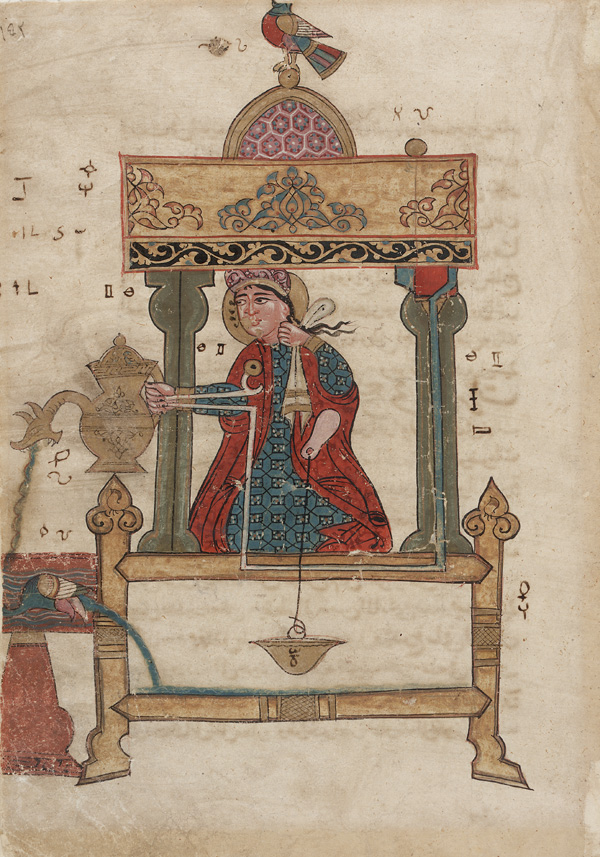
Автомат для мытья рук
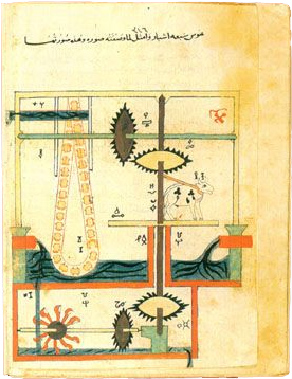
Цепной насос